# Blues?
Blues? – pierwsza płyta (w rzeczywistości druga) zespołu One Million Bulgarians wydana w 1990 roku nakładem wytwórni Polskie Nagrania „Muza”. Album jest polskim debiutem fonograficznym zespołu, kolejny album Teraz albo nigdy ukazał się kilka tygodni wcześniej we Francji.
Materiał nagrano w listopadzie i grudniu 1987 w RSC Studio w Rzeszowie. Realizaja nagrań – Bogusław Radziak. Projekt graficzny i foto – Jerzy Linder.

## Lista utworów
Strona A
1. "Równowaga" (muz. Krzysztof Trznadel, Jacek Lang – sł. Jacek Lang)
2. "Czarodziej" (muz. Krzysztof Trznadel, Jacek Lang – sł. Jacek Lang)
3. "Psychodema" (muz. Krzysztof Trznadel, Leszek Dziarek – sł. Jacek Lang)
4. "Zdrada" (muz. Krzysztof Trznadel, Jacek Lang – sł. Jacek Lang)

Strona B
1. "Zadyma ostateczna" (muz. Krzysztof Trznadel, Jacek Lang – sł. Jacek Lang)
2. "Hymn odległego księżyca" (muz. Krzysztof Trznadel, Leszek Dziarek – sł. Jacek Lang)
3. "Bękart" (muz. Krzysztof Trznadel, Jacek Lang – sł. Jacek Lang)
4. "Światło" (muz. Krzysztof Trznadel, Jacek Lang – sł. Jacek Lang)
5. "Me-Ha-Dy-Na" (muz. i sł. Jacek Lang)

## Skład
- Jacek Lang – śpiew, gitara, samplery, instrumenty perkusyjne
- Krzysztof Trznadel – bas, śpiew
- Stefan Ryszkowski – gitara, śpiew
- Leszek Dziarek – perkusja, śpiew

gościnnie
- Zbigniew Działa – chórki
- Andrzej Paulukiewicz – chórki
- Andrzej Wiśniowski – chórki
- Leszek Opioła "Fazi" – chórki

## Wydawnictwa
- 1990 LP Polskie Nagrania „Muza” (SX 2813)
- 1990 MC Polskie Nagrania Muza (CK 896)